# Bosnisch-herzegowinische Fußballnationalmannschaft/Weltmeisterschaften
Der Artikel beinhaltet eine ausführliche Darstellung der bosnisch-herzegowinischen Fußballnationalmannschaft bei Fußball-Weltmeisterschaften. Bosnien-Herzegowina nahm bisher erst einmal an Weltmeisterschaften teil. Auf dem Gebiet des heutigen Bosnien-Herzegowina geborene Spieler standen bei früheren WM-Turnieren schon in der jugoslawischen Mannschaft. Die Erfolge der jugoslawischen Mannschaft wurden aber von der FIFA zunächst der nur noch aus Serbien und Montenegro bestehenden Bundesrepublik Jugoslawien, die im Jahr 1998 unter diesem Namen ebenfalls und im Jahr 2006 als Serbien und Montenegro teilnahm und nun Serbien zugerechnet, das erstmals im Jahr 2010 teilnahm.

## Übersicht
| Jahr | Gastgeberland  | Teilnahme bis …    | Letzte(r) Gegner         | Ergebnis | Trainer     | Bemerkungen und Besonderheiten                                                            |
| ---- | -------------- | ------------------ | ------------------------ | -------- | ----------- | ----------------------------------------------------------------------------------------- |
| 1998 | Frankreich     | nicht qualifiziert |                          |          |             | In der Qualifikation an Dänemark und Kroatien gescheitert.                                |
| 2002 | Südkorea/Japan | nicht qualifiziert |                          |          |             | In der Qualifikation an Spanien gescheitert.                                              |
| 2006 | Deutschland    | nicht qualifiziert |                          |          |             | In der Qualifikation an Spanien und Serbien und Montenegro gescheitert.                   |
| 2010 | Südafrika      | nicht qualifiziert |                          |          |             | In der Qualifikation in den Playoffs der Gruppenzweiten an Portugal gescheitert.          |
| 2014 | Brasilien      | Vorrunde           | Argentinien Nigeria Iran | 19.      | Safet Sušić |                                                                                           |
| 2018 | Russland       | nicht qualifiziert |                          |          |             | In der Qualifikation an Belgien und Griechenland gescheitert                              |
| 2022 | Katar          | nicht qualifiziert |                          |          |             | In der Qualifikation an Titelverteidiger Frankreich, der Ukraine und Finnland gescheitert |

Statistik (Angaben inkl. 2022: 22 Weltmeisterschaften; Prozentangaben sind gerundet)
- Teilnahme als Teil Jugoslawiens: 8× (36 %; 1930, 1950, 1954, 1958, 1962, 1974, 1982 und 1990)
- Nicht qualifiziert: 6× (27 %; 1998, 2002, 2006, 2010, 2018 und 2022)
- Sportliche Qualifikation: 1× (4,5 % bzw. bei 14 % der Versuche)
  - Vorrunde: 1× (4,5 %; 2014)

## WM-Turniere

### WM 1994 in den Vereinigten Staaten
Bosnien-Herzegowina hatte zwar 1992 die Unabhängigkeit erlangt, der 1992 gegründete Bosnisch-herzegowinische Fußballverband war aber erst 1996 in die FIFA aufgenommen worden und konnte daher nicht an der Qualifikation für die WM 1994 teilnehmen. Jugoslawien, das in Gruppe 5 gelost wurde, wurde vor Beginn der Qualifikation aufgrund von UN-Sanktionen ausgeschlossen.

### WM 1998
Die Mannschaft nahm erstmals an der Qualifikation für die zweite WM in Frankreich teil und wurde in der Gruppe 1 mit Dänemark, Kroatien, Griechenland und Slowenien nur Gruppenvierter. Das erste WM-Qualifikationsspiel am 1. September 1996 fand in Griechenland statt und wurde mit 0:3 verloren. Am 10. November 1996 gelang dann mit einem 2:1 in Slowenien der erste Sieg in einem WM-Qualifikationsspiel. Ein 3:0 gegen Gruppensieger Dänemark und ein 1:0 im Heimspiel gegen Slowenien waren dann nicht genug um sich zu qualifizieren, da alle anderen Spiele verloren wurden.

### WM 2002
Auch für die erste WM in Asien konnte sich Bosnien-Herzegowina nicht qualifizieren. Spanien, Österreich und Israel platzierten sich vor Bosnien-Herzegowina, das lediglich Liechtenstein noch hinter sich lassen konnte und nur gegen die Liechtensteiner gewann.

### WM 2006
Etwas besser verlief die Qualifikation für die zweite WM in Deutschland. Nur Serbien & Montenegro und Spanien konnten sich vor Bosnien-Herzegowina platzieren. Belgien, Litauen und San Marino folgten auf den weiteren Plätzen. Gegen Spanien gelangen sogar zwei Unentschieden.

### 2010 in Südafrika
In der Qualifikation für die erste WM in Afrika belegte Bosnien-Herzegowina hinter dem in zehn Spielen siegreichen Europameister Spanien den zweiten Platz und erreichte damit die Relegationsspiele der Gruppenzweiten. Die früheren WM-Teilnehmer Türkei und Belgien sowie Estland und Armenien hatten das Nachsehen. Gegen Estland gelang dabei mit dem 7:0 einer der beiden höchsten Siege. In den Play-off-Begegnungen verlor Bosnien-Herzegowina dann zweimal mit 0:1 gegen Portugal.

### 2014 in Brasilien

Startaufstellungen im ersten WM-Spiel der bosnisch-herzegowinischen Mannschaft

Vier Jahre später gelang die erste Qualifikation für ein großes Turnier. Im März 2010 hatte Safet Sušić die Mannschaft übernommen. In einer Gruppe mit Griechenland, der Slowakei, Litauen, Lettland und Liechtenstein setzte sich Bosnien-Herzegowina punktgleich mit Griechenland, aber der besseren Tordifferenz wegen, als Gruppensieger durch und qualifizierte sich für die zweite WM in Brasilien. Beim 8:1 gegen Liechtenstein erzielte die Mannschaft die meisten Tore in ihrer kurzen Länderspielgeschichte und einen der beiden höchsten Siege. Insgesamt erzielte die Mannschaft 30 Tore, von denen Edin Džeko ein Drittel erzielte, womit er zweitbester Torschütze in Europa war. Nur drei Spieler (Deon McCaulay (Belize), Robin van Persie (Niederlande) und Luis Suárez (Uruguay)) erzielten ein Tor mehr.
Die Auslosung bescherte dann zwar mit Ex-Weltmeister Argentinien einen dicken Brocken, aber die anderen beiden Gegner Iran und Nigeria erschienen als höchstens gleich stark. Das Auftaktspiel gegen Argentinien wurde dann auch mit 1:2 verloren, wobei Sead Kolašinac in der dritten Minute ein Eigentor unterlief und Vedad Ibišević das erste WM-Tor für Bosnien-Herzegowina erzielte. Aber mit einer 0:1-Niederlage gegen Afrikameister Nigeria wurden die Chancen auf den Achtelfinaleinzug verspielt. Mit einem 3:1 gegen den Iran gelang dann zumindest der erste WM-Sieg. Sušić blieb zunächst im Amt, wurde aber nach einer 0:3-Niederlage in der Qualifikation für die EM 2016 gegen Israel im November 2014 entlassen. Sein Nachfolger wurde Mehmed Baždarević.

### 2018 in Russland
In der Qualifikation, die im September 2016 startete, traf die Mannschaft auf Belgien, Griechenland, Estland und Zypern. Nach drei Heimsiegen, einem Remis in Griechenland und einer Niederlage in Belgien lagen die Bosnier nach der Hälfte der Spiele auf dem dritten Platz. In der zweiten Hälfte konnte die Mannschaft dann nur noch in Faro/Loulé gegen Gibraltar und am letzten Spieltag in Estland gewinnen. Da die Griechen, mit denen die Mannschaft um den zweiten Platz hinter Belgien rang, aber zeitgleich gegen Gibraltar gewann, blieb es beim dritten Platz. Die Griechen konnten sich dann in den Playoff-Spielen der Gruppenzweiten nicht gegen Kroatien durchsetzen.

### 2022 in Katar
In der Qualifikation waren Titelverteidiger Frankreich, die Ukraine, Finnland und Kasachstan die Gegner. Gegen Frankreich gab es zuvor zwei Remis und zwei Niederlagen, je eine in der Qualifikation für die EM 2012 und in Freundschaftsspielen. Finnland war zuletzt Gegner in der Qualifikation für die EM 2021. Beide konnten je ein Spiel gewinnen, aber nur die Finnen konnten sich erstmals für die Endrunde qualifizieren. Zuvor gab es noch einen Sieg in einem Freundschaftsspiel. Gegen Kasachstan und die Ukraine hatten die Bosnier zuvor noch nie gespielt. Die Bosnier starteten mit einem 2:2 in Finnland, verloren dann daheim mit 0:1 gegen den Weltmeister und erreichten in Frankreich ein 1:1. Nach einem 2:2 daheim gegen Kasachstan wurde in Kasachstan der erste Sieg mit 2:0 eingefahren. Nach einem 1:1 in der Ukraine hatten sie nach einer 1:3-Niederlage daheim gegen Finnland schon vor dem letzten Spiel keine Chance mehr sich für die WM-Endrunde zu qualifizieren, da der zweite Platz nicht mehr erreicht werden konnte und sie in der UEFA Nations League 2020/21 auch nur Gruppenletzte wurden. Das letzte Heimspiel gegen die Ukraine wurde dann auch noch verloren.

### 2026 in Kanada, Mexiko und USA
In der Qualifikation trifft die Mannschaft ab März 2025 auf Österreich, Rumänien, Zypern und San Marino.

## Spieler

### Rangliste der bosnisch-herzegowinischen WM-Spieler mit den meisten Einsätzen
01. Safet Sušić, Zlatko Vujović: je 8 Einsätze bei 2 Turnieren (alle für Jugoslawien)
03. Enver Hadžiabdić, Josip Katalinski, Enver Marić, Vlatko Marković, Branko Stanković: 6 Einsätze bei 1 bzw. 2 (Marković und Stanković) Turnieren (alle für Jugoslawien)
07. Faruk Hadžibegić, Davor Jozić: 5 Einsätze bei 1 Turnier (alle für Jugoslawien)
09. Refik Šabanadžović: 4 Einsätze bei 1 Turnier (für Jugoslawien)
10. Dušan Bajević (für Jugoslawien), Asmir Begović, Muhamed Bešić, Predrag Đajić (für Jugoslawien), Edin Džeko, Vedad Ibišević, Miralem Pjanić, Edhem Šljivo (für Jugoslawien) und Emir Spahić: 3 Einsätze bei 1 Turnier

### Rangliste der bosnisch-herzegowinischen WM-Spieler mit den meisten Toren
01. Dušan Bajević – 3 Tore (für Jugoslawien)
02. Edin Džeko, Vedad Ibišević, Miralem Pjanić und Avdija Vršajević – je 1 Tor

### WM-Kapitäne
- 1962: Muhamed Mujić (1. Spiel, für Jugoslawien)
- 1990: Zlatko Vujović (für Jugoslawien)
- 2014: Emir Spahić

### Bosnisch-herzegowinische Spieler in der jugoslawischen Mannschaft
- 1930: keine
- 1950: Predrag Đajić (3), Branko Stanković (3)
- 1954: Lev Mantula (0), Branko Stanković (3)
- 1958: keine
- 1962: Vlatko Marković (6), Muhamed Mujić (1), Nikola Stipić (0)
- 1974: Dušan Bajević (3), Enver Hadžiabdić (6), Josip Katalinski (6), Enver Marić (6), Rizah Mešković (0), Franjo Vladić (0)
- 1982: Vahid Halilhodžić (2), Predrag Pašić (0), Miloš Šestić (2), Edhem Šljivo (3), Safet Sušić (3), Zlatko Vujović (3), Zoran Vujović (0)
- 1990: Mirsad Baljić (1), Faruk Hadžibegić (5), Davor Jozić (5), Fahrudin Omerović (0), Refik Šabanadžović (4), Safet Sušić (5), Zlatko Vujović (5)

### Anteil der im Ausland spielenden Spieler im WM-Kader
Legionäre stellten im ersten WM-Kader den Großteil der Spieler. Nur ein Spieler, der dritte Torhüter Asmir Avdukić war dabei, der in Bosnien-Herzegowina spielte.
| Jahr (Spiele) | Anzahl (Länder) | Spieler (Einsätze) |
| ------------- | --- | --- |
| 2014 (3)      | 22 (1 in China, 7 in Deutschland, 2 in England, 2 in Italien, 2 in Kroatien, 1 in Österreich, 5 in der Türkei, 1 in der Ukraine, 1 in Ungarn) | Zvjezdan Misimović (2); Ermin Bičakčić (1), Jasmin Fejzić (0), Vedad Ibišević (3), Sead Kolašinac (2), Sead Kolašinac (2), Sejad Salihović (2), Emir Spahić (3); Asmir Begović (3), Edin Džeko (3); Miralem Pjanić (3), Senad Lulić (2); Tino-Sven Sušić (2), Avdija Vršajević (1); Anel Hadžić (1); Izet Hajrović (2), Senijad Ibričić (0), Haris Medunjanin (2), Edin Višća (2), Ognjen Vranješ (1); Toni Šunjić (2); Muhamed Bešić (3) |

### Bei Weltmeisterschaften gesperrte Spieler
Bisher wurde noch kein Spieler gesperrt.

## Spiele
Bosnien-Herzegowina bestritt bisher drei WM-Spiele, davon wurde eins gewonnen und zwei verloren.
| Alle WM-Spiele |               |             |          |          |                         |                                  |
| Nr.            | Datum         | Gegner      | Ergebnis | Anlass   | Austragungsort          | Bemerkungen                      |
| 1.             | 15. Juni 2014 | Argentinien | 1:2      | Vorrunde | Rio de Janeiro (BRA)    |                                  |
| 2.             | 21. Juni 2014 | Nigeria     | 0:1      | Vorrunde | Cuiabá (BRA)            | Erstes Länderspiel gegen Nigeria |
| 3.             | 25. Juni 2014 | Iran        | 3:1      | Vorrunde | Salvador da Bahia (BRA) |                                  |

### Höchste Siege und Niederlagen
Die Mannschaft erzielte ihre höchsten Siege gegen folgende Länder bei WM-Turnieren:
- Iran: Vorrunde 2014 3:1 (einziger Sieg gegen den Iran)

Gegen folgende Länder kassierte die Mannschaft ihre höchsten Niederlagen bei WM-Turnieren:
- Nigeria: Vorrunde 2014 0:1 (einziges Spiel gegen Nigeria)